# ギルド・ジャパン
株式会社ギルド・ジャパン（英語表記：Guild Japan Co.,Ltd.）は、かつて存在したテレビドラマ・映画・CMなどの録音および音響制作を主な事業内容とする日本の企業。2004年1月16日に東京地方裁判所へ自己破産を申請。

## 会社データ

### 沿革
- 1986年 - ミキサー技師でおなじみの桑木知二が有限会社ギルド・ジャパンとして設立。
- 1991年1月31日 - 商号を株式会社ギルド・ジャパンに改称。
- 2004年1月16日 - 東京地方裁判所へ自己破産を申請。

## 所属スタッフ
- 桑木知二（代表者、MAミキサー）
- 小川健司
- 郡弘道
- 関根光晶
- 中村雅光
- 林昭一
- 新妻聡